# Langebæk
Langebæk is een plaats en voormalige gemeente in de Deense regio Seeland, gemeente Vordingborg. De plaats telt 256 inwoners (2008).

## Voormalige gemeente
De oppervlakte bedroeg 100,74 km². De gemeente telde 6332 inwoners waarvan 3172 mannen en 3160 vrouwen (cijfers 2005). Na de herindeling van 2007 werden de gemeentes Langebæk, Møn en Præstø bij Vordingborg gevoegd.